# Dick Cary
Richard Durant „Dick“ Cary (* 10. Juli 1916 in Hartford, Connecticut; † 6. April 1994 in Glendale, Kalifornien) war ein US-amerikanischer Jazztrompeter, Pianist und Arrangeur des Traditional Jazz.

## Leben und Wirken
Cary lernte in den 1920er Jahren zuerst Violine, spielte diese mit 11 Jahren im Hartford Symphony Orchestra und studierte 1947 bis 1952 Komposition bei Stefan Wolpe. Seine ersten Aufnahmen entstanden 1942 mit Joe Marsala, 1942/43 spielte er als Solo-Pianist im „Nick´s“ Club in New York und dann mit Benny Goodman (1943), kurze Zeit mit Glen Gray´s Casa Loma Orchestra, Billy Butterfield (1946) und Jean Goldkette (1947). Auch während seiner Armeezeit 1944 bis 1946 nahm er u. a. mit Muggsy Spanier und Wild Bill Davison u. a. für Black & White auf. Bekannt ist er aus seiner Zeit 1947 bis 1948 bei den All-Stars von Louis Armstrong. 1949/50 war er bei Jimmy Dorsey und an einem Radiosender beschäftigt.
Ab den 1950er Jahren spielte er mit zahlreichen Stars des traditionellen Jazz wie Eddie Condon (Tournee im Fernen Osten 1964, sowie Arrangements und Spiel in dessen Fernsehshows), Pee Wee Russell (z. B. beim Monterey Jazz Festival und das Arrangement für sein Album „By Arrangement Only“), Bobby Hackett, Jimmy McPartland, Max Kaminsky, Bud Freeman, Ben Pollack, Red Nichols, Bob Crosby und Harry DiVito. Ab 1959 lebte er in Los Angeles, wo er als freischaffender Arrangeur für die verschiedensten Bands (sogar Symphonieorchester), Studiomusiker und Musikpädagoge tätig war. Später leitete er 20 Jahre eine eigene Band aus Studiomusikern, den Tuesday Night Friends, die sich wöchentlich in seinem Haus trafen und auf dem Los Angeles Classic Jazz Festival 1992 auftraten. Er trat auch häufig auf Dixieland Festivals auf.
Neben Trompete und Klavier spielte er auch Althorn und Mellophon.

## Diskographische Hinweise
- Dick Cary and his Tuesday Night Friends (Arbors, 1993)
- Got Swing? (Arbors, 2000)

## Biographie
- Strictly a Musician – Dick Cary. A Biography and Discography by Derek Coller. Dick Cary Music, Sunland 2012, ISBN 978-0-615-53867-9.